# Віктор II
Віктор II (лат. Victor; бл. 1018, Баварія або Швабія, Німецьке королівство — 28 липня 1057, Ареццо) — сто п'ятдесят другий папа Римський (13 квітня 1055 — 28 липня 1057, за джерелами Ватикану народився у Баварії, за німецькими джерелами — у Швабії. Його батьками були граф Гартвіг і графиня Баліза. Його дядьком був імператор Священної Римської імперії Генріх III.

## Життєпис
У віці 24 років Гебхард був призначений єпископом Айхштетським, у 1053 році став виконувати обов'язки регента Баварії при малолітньому синові Генріха III — майбутньому імператорі Генріхові IV. Номінований папою у вересні 1054 року в Майнці у присутності римської делегації на чолі з Гільдебрандом — майбутнім папою Григорієм VII. У червні 1055 року папа зустрів Генріха III у Флоренції, де за їхньою участю відбувся синод, який підтвердив рішення папи Лева IX щодо церковних шлюбів та симонії.
Після смерті імператора Генріха III у 1056 році Віктор II, як опікун малолітнього Генріха IV і регент імперії, отримав надзвичайну владу, яку використовував для зміцнення миру в імперії. Оберігаючи права малолітнього Генриха IV, брав участь у засіданнях імперської ради.
Помер у Римі, бажав, щоб його поховали у Айхштеті, проте якісь мешканці Равенни викрали його тіло і поховали поряд з могилою Теодориха Великого.